# Goal! (videogioco)
Goal! è un videogioco di simulazione calcistica pubblicato nel 1993 per Amiga, PC e Atari ST dalla Virgin Interactive. È il seguito non ufficiale di Kick Off 2, sviluppato e prodotto da Dino Dini (il quale lasciò la Anco che sviluppò il seguito ufficiale). Non ha nulla in comune con l'omonimo gioco per NES della Jaleco.
Rispetto al precedente, Goal! permette di scegliere tra due visuali, orizzontale e verticale, e ci sono differenti inquadrature. La grafica di Goal! è molto più curata di quella di Kick Off 2, grazie a nuove animazioni e sprite più grandi, dotati di maglie più dettagliate e curate. La velocità è aumentata, e il metodo di controllo è stato affinato. Le altre migliorie riguardano l'editor delle squadre e delle competizioni evoluto, nuove opzioni e una nuova modalità di tiro per rimesse e calci da fermo.
Dino Dini fu responsabile per tutta la parte progettuale, programmazione e game design introducendo nuove dinamiche di gioco e un'intelligenza artificiale evoluta come anche caratteristiche innovative come il punto di vista multiplo. Goal! fu pubblicato da Virgin Games e furono vendute ben 60 000 copie solo nel primo giorno di vendita.